# یوشیتو کیشی
یوشیتو کیشی (انگلیسی: Yoshito Kishi؛ ۱۳ آوریل ۱۹۳۷ - ۹ ژانویهٔ ۲۰۲۳) شیمی‌دان آمریکایی بود. او در ناگویا، آیچی ژاپن به دنیا آمده است.